# Hans Jessen (Journalist)

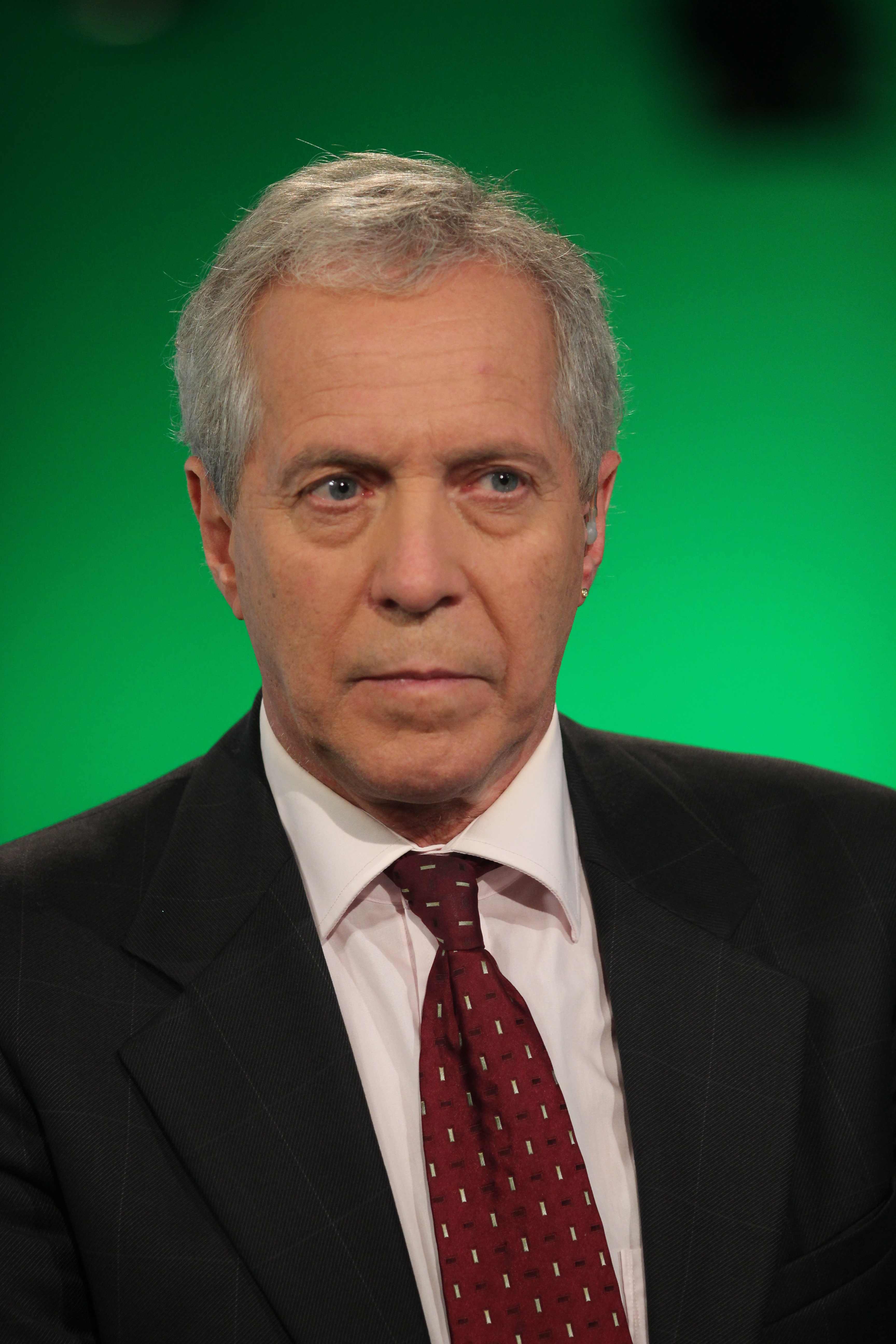
Hans Jessen (2013)

Hans Jessen (* 31. Juli 1949 in Barsinghausen) ist ein deutscher Fernsehjournalist, der durch seine Tätigkeit als Korrespondent im ARD-Hauptstadtstudio einem breiten Publikum bekannt wurde.

## Leben

### Familie
Jessen ist ein Enkel des Berliner Architekten Hans Jessen (1874–1930) und Neffe des Historikers und Zeitungswissenschaftlers Hans Jessen (1897–1979).

### Beruflicher Werdegang
Jessen besuchte die Tellkampfschule in Hannover. Er studierte an der Universität Hannover Politikwissenschaft, Soziologie, Germanistik und war dort Vorsitzender des AStA. Er schloss sein Studium mit dem Staatsexamen ab. Während seiner Studentenzeit war er Mitglied der Jusos und damit auch der SPD.
Ab 1977 war Jessen freier Mitarbeiter bei verschiedenen Zeitungen, dem NDR und dem ZDF. Seit 1980 war er beim NDR zunächst als freier Mitarbeiter, später als festangestellter Redakteur im Zeitfunk tätig. 1986 wechselte er zu Radio Bremen, wo er als Reporter, Moderator und Chef vom Dienst für das Regionalmagazin buten un binnen arbeitete. Er war seit 1994 langjähriges Mitglied eines internationalen Trainerteams für Fernsehjournalisten bei Circom Regional.
1999 ging Jessen als Korrespondent in das neue Berliner ARD-Hauptstadtstudio. Nachdem er ab 2006 wieder in alter Funktion bei Radio Bremen gearbeitet hatte, wechselte er 2010 erneut ins Hauptstadtstudio. Dort war er bis zu seinem Eintritt in den Ruhestand 2014 Reporter für Tagesschau und Tagesthemen und Chef vom Dienst des Berichts aus Berlin.
Seit 2015 arbeitet Jessen wieder als freier Journalist und Publizist sowie als Moderator politischer und kultureller Veranstaltungen. Von 2017 bis 2024 war er regelmäßig Gast im Aufwachen!-Podcast. Mit der Wiederaufnahme des Podcasts Ende 2022 bildet er seitdem zusammen mit Tilo Jung und Stefan Schulz das feste Moderatorenteam. Seit 2018 ist er einer der Gastgeber des Formats Regierungstagebuch auf dem YouTube-Kanal Jung & Naiv und seit 2020 regelmäßiger Co-Moderator verschiedener dort veröffentlichter Live-Formate. Von Dezember 2020 bis November 2022 hatte er auf diesem YouTube-Kanal mit der Hans Jessen Show – Deine Politiksprechstunde ein eigenes Format in Form eines Talkradios.
Schwerpunkte seiner Arbeit sind nach eigenen Angaben Außenpolitik, Bildungs- und Forschungspolitik, Umweltpolitik und Entwicklungszusammenarbeit sowie  Die Linke und Die Grünen.